# عتیقه

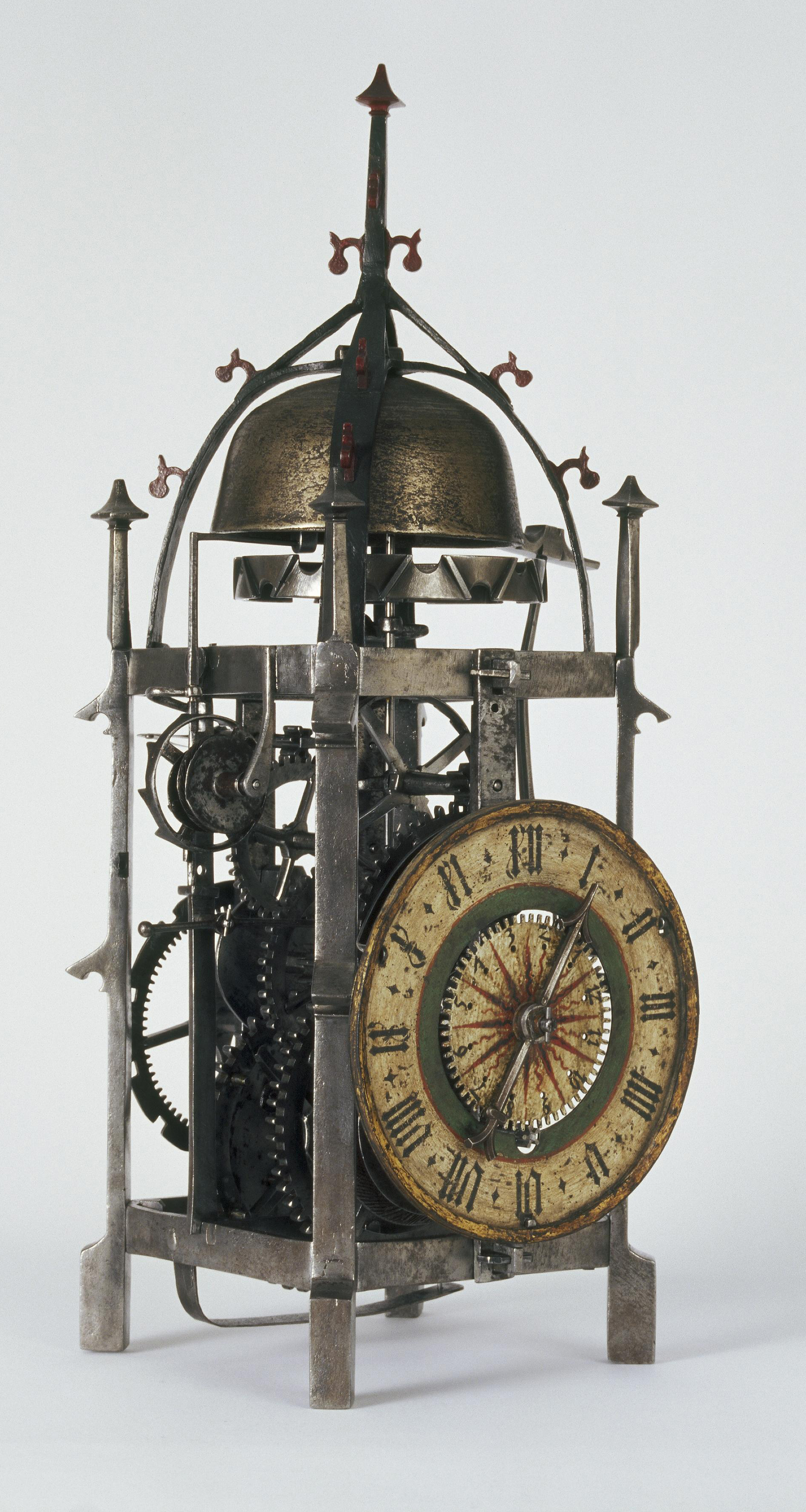
یک ساعت عتیقه

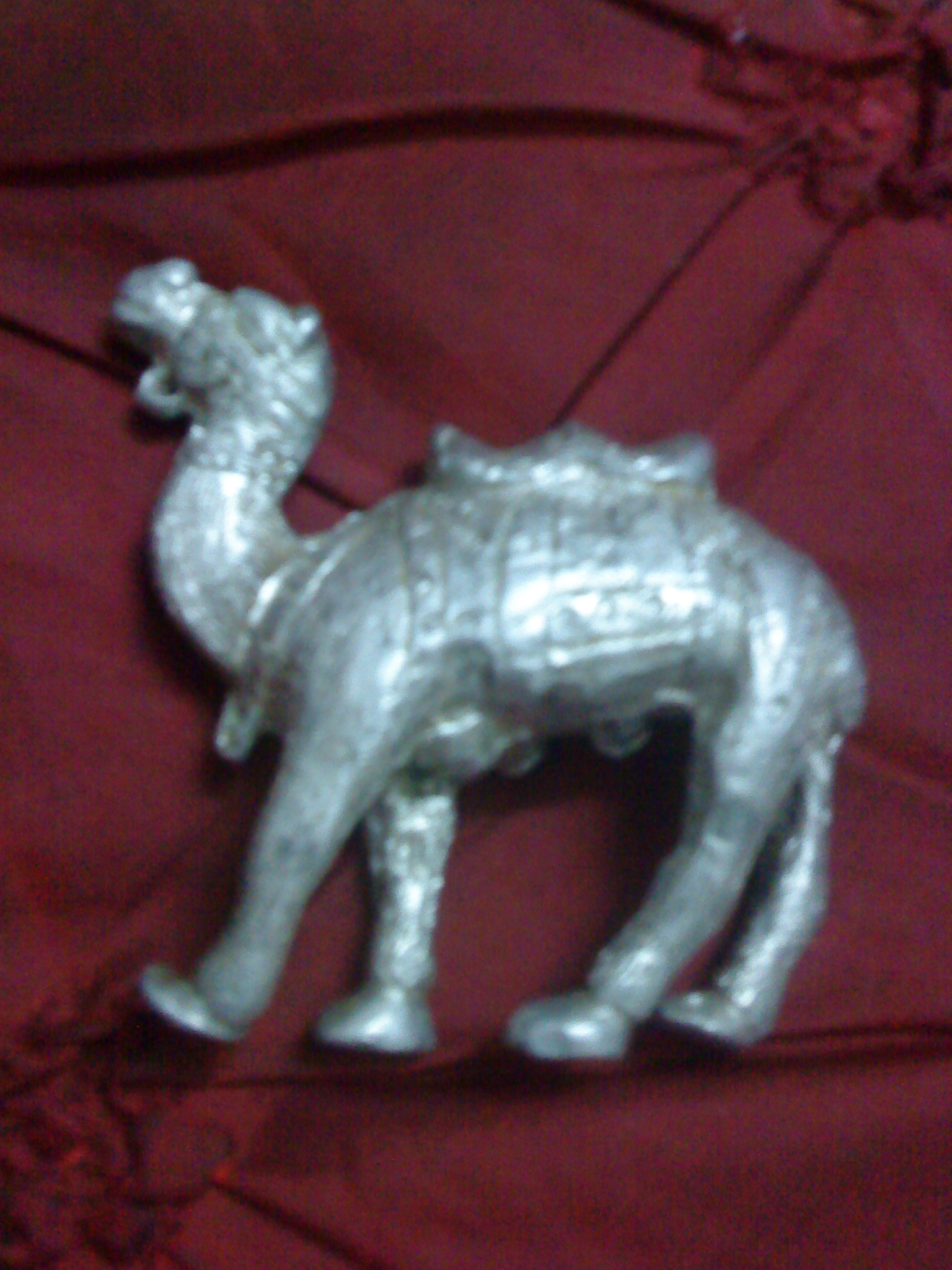
شتر عتیقه قدیمی

عتیقه یا آنتیک (به فرانسوی: Antique) به هر چیز گران‌قیمت و با ارزشی گفته می‌شود که در نهاد خود، جنبه کمیابی یا تاریخی را داشته باشد. عتیقه به‌دلیل زیبایی، کم‌یابی، وضعیت، کاربرد، احساسات انسانی مربوط به آن یا دیگر ویژگی‌های شاخص مورد توجه هست. به‌طور معمول، چیزی عتیقه شمرده می‌شود که صد سال دیرینگی داشته‌باشد. جای معمول برای خرید و فروش عتیقه، عتیقه‌فروشی است. عتیقه‌ها در کشورهایی با قدمت نسبتاً طولانی فراوانند مثل کشورهای خاور میانه اعم از ایران عراق و کشورهای آفریقایی.
قیمت بعضی از عتیقه‌ها بسیار گران و بعضی‌ها بسیار ارزان تخمین زده می‌شود.

## ریشه کلمه
این کلمه در زبان فارسی از کلمهٔ عتیق در زبان عربی گرفته شده است. کلمه عتیق در زبان عربی معنی قدیمی، کهنه یا کهنه‌دوست را می‌دهد.
لاتین این کلمه Antique می‌باشد که ریشه فرانسوی دارد به معنی عتیقه، کهنه و باستانی.
در زبان فارسی محاوره‌ای این کلمه آنتیک خوانده می‌شود که معمولاً برای اشاره به وسایل با ارزش قدیمی به‌کار برده می‌شود.

## بازارهای عتیقه‌فروشی در سراسر جهان
در سراسر جهان بازارهایی برای فروش عتیقه وجود دارد که می‌توان به بازار بریک لین در شهر لندن و بازار دست فروشی رزبول در ایالت کالیفرنیا و بازار لو ویلاژ سنت پُل در شهر پاریس و بازار عتیقه فروشان خیابان منوچهری در شهر تهران اشاره کرد.

## جمع‌آوری عتیقه
بسیاری از اشیایی که از قلع و آلیاژ مس یا اسپند ساخته می‌شوند، مانند سینی، قوری و کتری و همچنین قهوه جوش، امروزه به عنوان عتیقه جمع‌آوری می‌شوند. اشیاء قدیمی از برنج، مس و قلع نیز جمع‌آوری شده است. افرادی که عتیقه‌جات جمع‌آوری می‌کنند، توجه زیادی به کمیاب یا زیبایی آن‌ها ندارند! بلکه اشیای ذکر شده را دوست دارند زیرا نمایی از شیوه زندگی افراد قبلی را در مقابل چشمانشان زنده می‌کنند.